# Thứ tự kế vị Tổng thống Hoa Kỳ
Thứ tự kế vị Tổng thống Hoa Kỳ (tiếng Anh: United States presidential line of succession) được lập ra để định nghĩa ai có thể trở thành Tổng thống hoặc quyền Tổng thống Hoa Kỳ trong trường hợp một vị tổng thống đương nhiệm hoặc tổng thống tân cử bị tàn phế, chết, từ chức, hay bị truất phế (vì bị luận tội và sau đó bị kết án) mà không cần phải qua một cuộc bầu cử tổng thống Hoa Kỳ mới.

## Thứ tự hiện nay
Đây là danh sách thứ tự kế vị tổng thống Hoa Kỳ hiện thời, áp dụng theo chi tiết trong Hiến pháp Hoa Kỳ, Đạo luật Kế vị Tổng thống 1947 (Điều khoản 3, Bộ luật Hoa Kỳ, § 19), và các tu chính án sau đó bao gồm các viên chức nội các mới được lập. Tổng thống hiện tại là Donald Trump.
Đảng chính trị
| #  | Chức vụ                                  | Đương nhiệm           | Đảng | Đảng     |
| -- | ---------------------------------------- | --------------------- | ---- | -------- |
| 1  | Phó Tổng thống kiêm Chủ tịch Thượng viện | JD Vance              |      | Cộng hòa |
| 2  | Chủ tịch Hạ viện                         | Mike Johnson          |      | Cộng hòa |
| 3  | Chủ tịch Thượng viện tạm quyền           | Chuck Grassley        |      | Cộng hòa |
| 4  | Bộ trưởng Ngoại giao                     | Marco Rubio           |      | Cộng hòa |
| 5  | Bộ trưởng Ngân khố                       | Scott Bessent         |      | Cộng hòa |
| 6  | Bộ trưởng Quốc phòng                     | Pete Hegseth          |      | Cộng hòa |
| 7  | Bộ trưởng Tư pháp                        | Pam Bondi             |      | Cộng hòa |
| 8  | Bộ trưởng Nội vụ                         | Doug Burgum           |      | Cộng hòa |
| 9  | Bộ trưởng Nông nghiệp                    | Brooke Rollins        |      | Cộng hòa |
| 10 | Bộ trưởng Thương mại                     | Howard Lutnick        |      | Cộng hòa |
| 11 | Bộ trưởng Lao động                       | Lori Chavez-DeRemer   |      | Cộng hòa |
| 12 | Bộ trưởng Y tế và Dịch vụ Nhân sinh      | Robert F. Kennedy Jr. |      | Độc lập  |
| 13 | Bộ trưởng Gia cư và Phát triển Đô thị    | Scott Turner          |      | Cộng hòa |
| 14 | Bộ trưởng Giao thông                     | Sean Duffy            |      | Cộng hòa |
| 15 | Bộ trưởng Năng lượng                     | Chris Wright          |      | Cộng hòa |
| 16 | Bộ trưởng Giáo dục                       | Linda McMahon         |      | Cộng hòa |
| 17 | Bộ trưởng Cựu chiến binh                 | Doug Collins          |      | Cộng hòa |
| 18 | Bộ trưởng An ninh Nội địa                | Kristi Noem           |      | Cộng hòa |

## Tiêu chuẩn

### Công dân được sinh ra là người Mỹ
Những ai không phải là công dân được sinh ra tự nhiên là người Mỹ (natural-born citizen) thì theo hiến pháp Hoa Kỳ sẽ không đủ chuẩn để giữ chức Tổng thống Hoa Kỳ cũng như những ai chưa được ít nhất 35 tuổi hay những ai không sống tại Hoa Kỳ ít nhất 14 năm. Điều này đã được nêu chi tiết trong Đạo luật Kế vị Tổng thống (Điều khoản 3, Bộ luật Hoa Kỳ, § 19).

### Quyền bộ trưởng
Quyền bộ trưởng có thể đủ chuẩn. Năm 2009, Ủy ban vì Chính phủ Liên tục (Continuity of Government Commission), một tổ chức nghiên cứu sách lược tư nhân không đảng phái, có tường thuật như sau:
| “ | Ngôn từ trong Đạo luật Kế vị Tổng thống hiện tại ít rõ ràng hơn Đạo luật tương tự của năm 1886 theo khía cạnh được xác nhận bổ nhiệm của Thượng viện Hoa Kỳ. Đạo luật 1886 có nói rằng "các viên chức như thế (ám chỉ các bộ trưởng) phải là người đã được bổ nhiệm với sự góp ý và ưng thuận của Thượng viện Hoa Kỳ cho chức vụ được nêu ra rõ ràng trong đó..." (ghi chú người dịch: thí dụ là bộ trưởng ngoại giao, bộ trưởng nông nghiệp). Đạo luật hiện tại chỉ nói rằng "các viên chức được bổ nhiệm qua sự góp ý và ưng thuận của Thương viện Hoa Kỳ" (ghi chú người dịch - không nói rỏ vị trí là bộ trưởng hay phó bộ trưởng,..) Đọc kỷ càng thì điều này có nghĩa rằng đạo luật hiện tại cho phép các quyền bộ trưởng nằm trong thứ tự kế vị tổng thống miễn sao họ đã được Thượng viện Hoa Kỳ biểu quyết xác nhận cho một vị trí nào đó (thậm chí, thí dụ họ chỉ đứng vị trí thứ hai hoặc thứ ba trong một bộ). Không có gì là bất thường khi một người đứng vị trí thứ hai trong một bộ trở thành quyền bộ trưởng khi một bộ trưởng rời chức vụ. Mặc dù có một số tranh cãi đối với đạo luật này nhưng ngôn từ rõ ràng cho phép các quyền bộ trưởng nằm trong thứ tự kế vị. (Chúng tôi có nói chuyện với các quyền bộ trưởng và được họ cho biết rằng họ được đặt trong thứ tự kế vị) | ” |

## Động cơ thay đổi thứ tự kế vị năm 1945
Hai tháng sau khi kế vị Franklin D. Roosevelt, Tổng thống Harry S. Truman đề nghị rằng Chủ tịch Hạ viện Hoa Kỳ và Chủ tịch Thượng viện tạm quyền Hoa Kỳ nên được cho phép ưu tiên nằm trong thứ tự kế vị tổng thống thay vì các viên chức trong Nội các Hoa Kỳ như vậy để bảo đảm rằng tổng thống sẽ không thể bổ nhiệm người kế vị mình vào chức vụ tổng thống.
Bộ trưởng Ngoại giao Hoa Kỳ là người mà tổng thống bổ nhiệm trong khi Chủ tịch Hạ viện Hoa Kỳ và Chủ tịch Thượng viện tạm quyền Hoa Kỳ là các viên chức được bầu lên. Chủ tịch Hạ viện được Hạ viện Hoa Kỳ chọn và mỗi chủ tịch hạ viện đều là một thành viên của cơ quan đó trong khoảng thời gian nhiệm kỳ mà họ làm chủ tịch hạ viện; Chủ tịch Thượng viện tạm quyền Hoa Kỳ được Thượng viện Hoa Kỳ chọn, và theo thông lệ là thượng nghị sĩ của đảng đa số có thâm niên liên tục nhất phục vụ tại Thượng viện. Quốc hội Hoa Kỳ chấp thuận việc thay đổi này, đưa Chủ tịch Hạ viện và Chủ tịch Thượng viện tạm quyền vào trong thứ tự kế vị, đứng trước các thành viên nội các Hoa Kỳ. Tiếp đến thứ tự cho các thành viên nội các được xếp theo thứ tự thời gian mà các chức vụ đó được lập ra.
Một số những người chỉ trích Tổng thống Truman nói rằng lời đề nghị của ông có động cơ từ việc ông ghét chủ tịch thượng viện tạm quyền Kenneth McKellar. Động cơ kế tiếp là vì Tổng thống Truman thích thấy Chủ tịch Hạ viện Sam Rayburn đứng kế tiếp trong thứ tự kế vị hơn là Bộ trưởng Ngoại giao Edward R. Stettinius. Trong bài diễn văn ủng hộ sự thay đổi này, Tổng thống Truman ghi nhận rằng Hạ viện là nơi khả dĩ đồng quan điểm chính trị với tổng thống và phó tổng thống hơn là Thượng viện. Việc một đảng viên Cộng hòa kế vị một tổng thống Dân chủ sẽ làm phức tạp thêm tình trạng chính trị đã bất ổn. Tuy nhiên, sau khi sự thay đổi về thứ tự kế vị được ký thành luật thì Chủ tịch Hạ viện thuộc đảng Cộng hòa, Joseph W. Martin, được xếp vào vị trí đầu tiên trong thứ tự kế vị sau phó tổng thống.

## Nền tảng hiến pháp
Thứ tự kế vị được nhắc đến ở ba chỗ trong Hiến pháp Hoa Kỳ: thứ nhất trong Điều khoản II, Đoạn 1, thứ hai trong Đoạn 3 của Tu chính án hiến pháp 20, và thứ ba trong Tu chính án Hiến pháp 25.
- Điều khoản II, Đoạn 1, Mục 6 đặt Phó tổng thống Hoa Kỳ ở vị trí đầu thứ tự kế vị và cho phép Quốc hội Hoa Kỳ hành động dựa theo luật pháp để đưa ra các trường hợp khác mà khi đó cả tổng thống và phó tổng thống không thể phục vụ. Luật hiện thời như thế có liên quan đến kế vị là Đạo luật Kế vị Tổng thống 1947 (Điều khoản 3, Bộ luật Hoa Kỳ, § 19).
- Đoạn 3 của Tu chính án Hiến pháp 20 nói rằng nếu tổng thống tân cử mất trước khi nhiệm kỳ của mình bắt đầu thì phó tổng thống tân cử trở thành tổng thống trong ngày lễ nhậm chức tổng thống và phục vụ trọn vẹn nhiệm kỳ mà tổng thống tân cử được bầu. Đoạn này cũng nói rằng nếu, trong ngày lễ nhậm chức, một vị tổng thống chưa được chọn hay một vị tổng thống tân cử không hội đủ điều kiện để làm tổng thống thì phó tổng thống tân cử sẽ trở thành quyền tổng thống cho đến khi một vị tổng thống được chọn hay vị tổng thống tân cử hội đủ điều kiện để làm tổng thống. Cuối cùng, Đoạn 3 cho phép Quốc hội Hoa Kỳ hành động dựa theo luật pháp để đưa ra các trường hợp khác mà trong đó cả tổng thống tân cử và phó tổng thống tân cử đều không hội đủ điều kiện hay không thể phục vụ.
- Tu chính án hiến pháp 25, được thông qua năm 1967, làm rõ nghĩa hơn Điều khoản II, Đoạn 1 của Hiến pháp Hoa Kỳ: rằng phó tổng thống là người kế vị trực tiếp của tổng thống. Ông hay bà trở thành tổng thống nếu như tổng thống mất, từ chức hay bị truất phế. Tu chính án hiến pháp 25 cũng đưa ra tình huống khi đó tổng thống tạm thời mất khả năng phục vụ, thí dụ như nếu tổng thống có một cuộc giải phẫu hay tình trạng tâm trí bị bất ổn. Tu chính án này cũng bắt buộc chức vụ phó tổng thống phải có người thay thế nếu bỏ trống. Tổng thống phải đề cử người thay thế chức vụ phó tổng thống và phải được Thượng viện Hoa Kỳ biểu quyết xác nhận. Trước kia, khi một phó tổng thống lên kế vị tổng thống hay chiếc ghế phó tổng thống bị bỏ trống vì qua đời, từ chức hay bị truất phế thì chức vụ phó tổng thống này sẽ bị bỏ trống mãi cho đến khi có bầu cử tổng thống kỳ tới.

## Quyền tổng thống và tổng thống

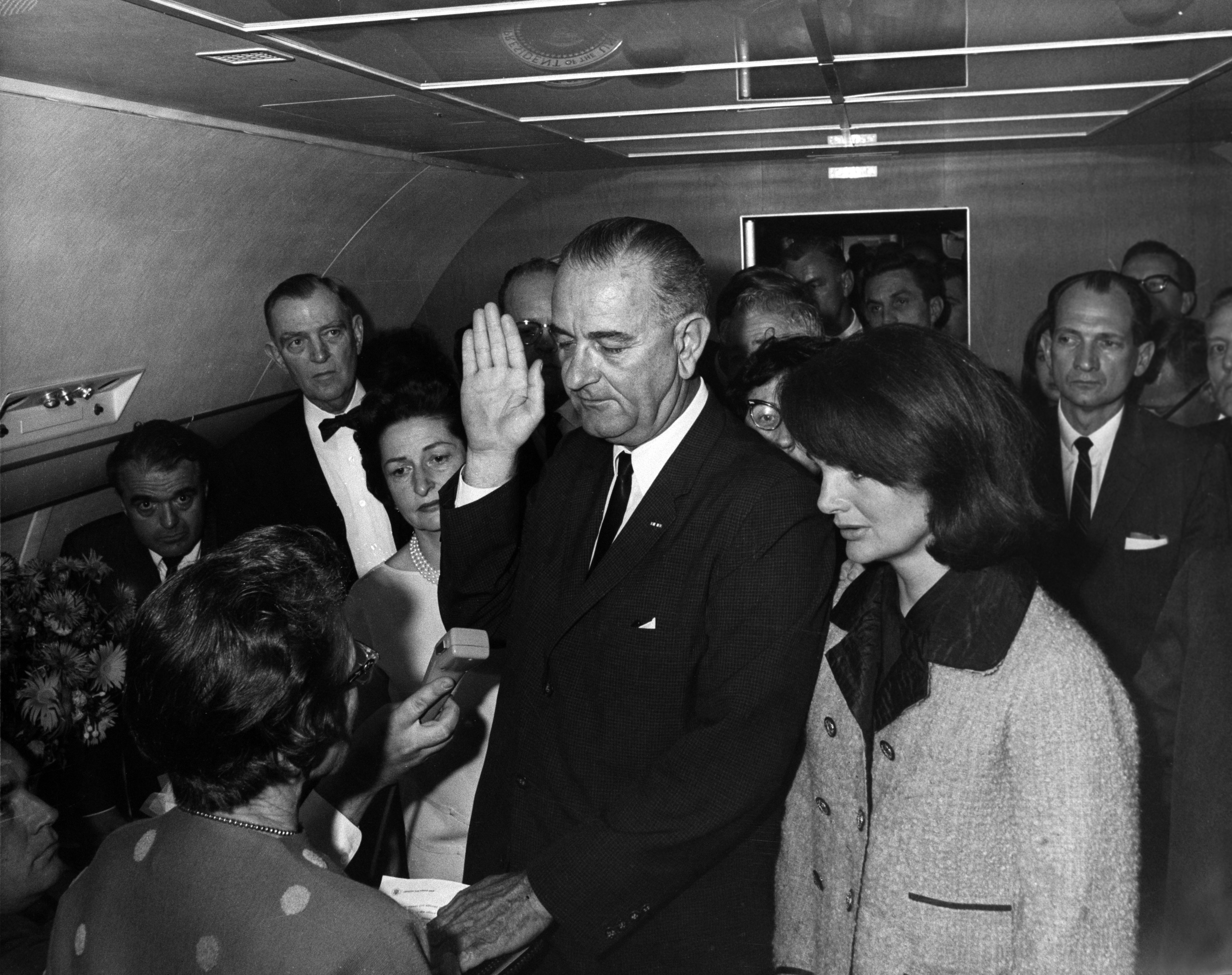
Tân Tổng thống Lyndon Johnson được tuyên thệ trên chiếc phi cơ Air Force One sau khi Tổng thống John F. Kennedy bị ám sát và qua đời năm 1963.

Điều khoản II, Đoạn 1 Hiến pháp Hoa Kỳ có nói rằng:
Trong trường hợp tổng thống bị truất phế, hoặc mất, từ chức hay không thể hành xử quyền lực và trách nhiệm của chức vụ được nói đến (the said office) thì thứ tương tự (the same) sẽ được trao cho phó tổng thống ... cho đến khi sự mất khả năng hành xử chức vụ bị tháo bỏ, hay một vị tổng thống khác được bầu lên.
Ban đầu ngôn từ trên đã để lại câu hỏi liệu thuật từ "thứ tương tự" là để chỉ "chức vụ được nói đến" hay chỉ "quyền lực và trách nhiệm của chức vụ được nói đến". Một số sử gia trong đó có Edward Corwin và John D. Feerick, cho rằng ý định của những người viết ra hiến pháp là rằng phó tổng thống sẽ vẫn là phó tổng thống trong khi hành xử quyền lực và trách nhiệm của tổng thống; tuy nhiên, cũng có nhiều bằng chứng cho thấy điều ngược lại, bằng chứng thuyết phục nhất là Điều khoản I, Đoạn 3 của chính Hiến pháp Hoa Kỳ có nói như sau:
Phó tổng thống Hoa Kỳ sẽ là Chủ tịch Thượng viện Hoa Kỳ nhưng sẽ không biểu quyết trừ khi một cuộc biểu quyết có kết quả bằng nhau.
Thượng viện sẽ chọn các viên chức khác của họ, và cũng như một Chủ tịch thượng viện tạm quyền trong trường hợp vắng phó tổng thống hay khi phó tổng thống hành xử chức vụ tổng thống Hoa Kỳ.
Đoạn chữ trên có lẽ đã trả lời được câu hỏi giả thuyết rằng chức vụ hay chỉ là quyền lực tổng thống được trao lại cho phó tổng thống khi kế vị. Như thế, Tu chính án hiến pháp 25 chỉ đơn giản lặp lại và tái xác nhận tính hợp lệ của ngôn từ đã tồn tại trước đó, chứ không có thêm vào bất cứ luật lệ mới đáng giá nào đối với trường hợp tổng thống bị tàn phế. Không phải bất cứ ai cũng đồng ý với sự diễn giải này khi nó được đem ra thử nghiệm lần đầu tiên. Nó đã được để lại cho John Tyler, người kế vị tổng thống đầu tiên trong lịch sử Hoa Kỳ, thiết lập tiền lệ mà sau đó đã được tôn trọng khi Tu chính án hiến pháp 25 vẫn chưa ra đời.

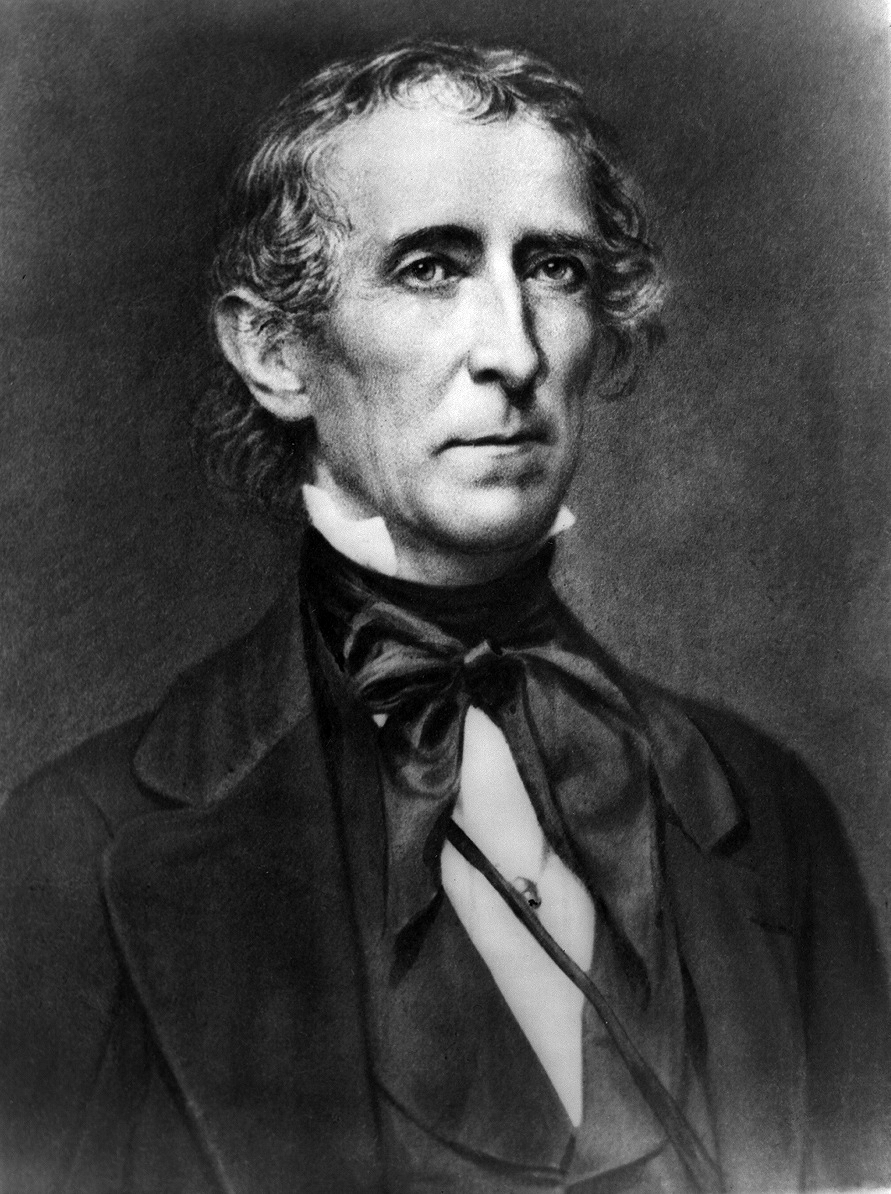
Năm 1841, John Tyler trở thành người đầu tiên kế vị tổng thống Hoa Kỳ.

Sau cái chết của Tổng thống William Henry Harrison năm 1841, sau một hồi do dự ngắn ngũi, Phó tổng thống John Tyler tiếp quản chức vụ Tổng thống Hoa Kỳ mà không phải chỉ là Quyền tổng thống sau khi được tuyên thệ nhậm chức tổng thống. Tuy nhiên, một số người đương thời trong đó có John Quincy Adams, Henry Clay và một số thành viên khác của Quốc hội Hoa Kỳ, các lãnh tụ đảng Whig, và thậm chí nội các của chính Tổng thống Tyler đều tin rằng ông chỉ là quyền tổng thống, và không có giữ chính chức vụ tổng thống.
Tuy nhiên, Tổng thống Tyler vẫn một mực bảo vệ chức vị tổng thống của mình, thậm chí ông còn gởi trả thư mà không mở ra xem đối với bất cứ lá thư nào đề địa chỉ gởi "Quyền Tổng thống Hoa Kỳ". Quan điểm của Tổng thống Tyler cuối cùng thắng thế khi Thượng viện Hoa Kỳ bỏ phiếu chấp thuận chức danh "Tổng thống". Tiền lệ này sau đó được nối tiếp, và được nói rõ trong Đoạn 1 của Tu chính án hiến pháp 25 mà có nói như sau: "Trong trường hợp tổng thống bị truất phế hoặc qua đời hay từ chức thì phó tổng thống sẽ trở thành tổng thống". Tu chính án này không có nói rõ có phải các viên chức khác, trừ phó tổng thống có thể trở thành tổng thống, sẽ trở thành quyền tổng thống hơn là tổng thống trong những tình huống tương tự. Tuy nhiên, Đạo luật Kế vị Tổng thống đã nói rõ ràng rằng bất cứ ai nhậm chức trong những điều kiện như thế sẽ chỉ "làm quyền tổng thống" - thậm chí họ "đóng" vai trò quyền tổng thống trong nhiều năm. Như thế chỉ có ai phục vụ trong vai trò phó tổng thống mới có thể kế vị chức vụ "Tổng thống Hoa Kỳ".

## Lịch sử luật kế vị được Quốc hội Hoa Kỳ ấn định
Đạo luật Kế vị Tổng thống 1792 là đạo luật kế vị đầu tiên được Quốc hội Hoa Kỳ thông qua. Đạo luật này gây ra tranh cãi vì xung đột giữa đảng Dân chủ-Cộng hòa và đảng Liên bang. Những người thuộc đảng Liên bang không muốn bộ trưởng ngoại giao đứng kế tiếp trong danh sách kế vị, sau phó tổng thống vì Thomas Jefferson lúc đó là bộ trưởng ngoại giao và xuất hiện trong vai trò lãnh tụ của đảng Dân chủ-Cộng hòa. Cũng có mối quan tâm về việc đưa Thẩm phán trưởng Hoa Kỳ vào danh sách kế vị vì như vậy sẽ đi ngược lại tam quyền phân lập. Một thỏa hiệp được giàn xếp để đưa Chủ tịch Thượng viện tạm quyền Hoa Kỳ vào vị trí kế vị kế tiếp sau phó tổng thống và kế theo sau là Chủ tịch Hạ viện Hoa Kỳ. Trong cả hai trường hợp, các viên chức này chỉ "làm quyền tổng thống Hoa Kỳ cho đến khi sự mất khả năng hành xử chức vụ của đương kim tổng thống được loại bỏ hay một vị tổng thống mới được bầu lên". Đạo luật kêu gọi một cuộc bầu cử đặc biệt được tổ chức vào tháng 11 của năm có hai chức vụ bị bỏ trống xảy ra (trừ khi các ghế bỏ trống đó xảy ra sau ngày thứ tư đầu tiên trong tháng 10 thì cuộc bầu cử sẽ được tổ chức vào năm sau đó; hay trừ khi các ghế bỏ trống này xảy ra trong năm cuối cùng của nhiệm kỳ tổng thống thì cuộc bầu cử sẽ được tiến hành như thường lệ). Tổng thống và phó tổng thống dân cử trong một cuộc bầu cử đặc biệt như thế sẽ phục vụ trọn một nhiệm kỳ 4 năm bắt đầu vào ngày 4 tháng 3 của năm kế tiếp, nhưng chưa bao giờ có mộ cuộc bầu cử như thế được tiến hành trong lịch sử.
Năm 1881, sau khi Tổng thống James A. Garfield qua đời và năm 1885, sau khi Phó Tổng thống Thomas A. Hendricks qua đời, từ lâu không có ai giữ chức Chủ tịch Thượng viện tạm quyền và chiếc ghế Chủ tịch Hạ viện Hoa Kỳ đang bỏ trống vì tân Hạ viện Hoa Kỳ vẫn chưa nhóm họp đã khiến cho thứ tự kế vị tổng thống Hoa Kỳ không còn ai kể từ vị trí sau phó tổng thống. Khi Quốc hội Hoa Kỳ nhóm họp vào tháng 12 năm 1885, Tổng thống Grover Cleveland đã yêu cầu sửa đổi Đạo luật Kế vị Tổng thống 1792.
Đạo luật được thông qua năm 1886. Quốc hội Hoa Kỳ thay thế Chủ tịch Thượng viện tạm quyền và Chủ tịch Hạ viện bằng các viên chức nội các trong đó chức vụ Bộ trưởng Ngoại giao được đặt ở vị trí đầu tiên trong thứ tự kế vị sau phó tổng thống. Trong 100 năm đầu của Hoa Kỳ, sáu cựu bộ trưởng ngoại giao đã từng được bầu làm tổng thống trong khi chỉ có hai lãnh tụ quốc hội tiến thân đến chức vụ tổng thống.
Đạo luật Kế vị Tổng thống 1947, được Tổng thống Harry S. Truman ký thành luật, đã thêm vào Chủ tịch Hạ viện và Chủ tịch Thượng viện tạm quyền trong thứ tự kế vị nhưng đổi chỗ thứ tự hai vị trí này so với thứ tự năm 1792. Thứ tự kế vị này vẫn được giữ nguyên cho đến ngày nay. Vì việc tái tổ chức quân đội năm 1947 đã nhập Bộ Chiến tranh Hoa Kỳ (là bộ trông coi Lục quân Hoa Kỳ) với Bộ Hải quân Hoa Kỳ thành Bộ Quốc phòng Hoa Kỳ nên Bộ trưởng Quốc phòng Hoa Kỳ giữ vị trí thứ tự kế vị trước đây của Bộ trưởng Chiến tranh Hoa Kỳ. Chức vụ Bộ trưởng Hải quân Hoa Kỳ, từng là một chức vụ thuộc cấp nội các từ năm 1798, đã trở thành thuộc cấp của Bộ trưởng Quốc phòng Hoa Kỳ và vì vậy bị loại ra khỏi thứ tự kế vị tổng thống trong Đạo luật Kế vị 1947.
Trước năm 1971, Tổng Bưu tá trưởng Hoa Kỳ (Postmaster General), người lãnh đạo Bộ Bưu điện Hoa Kỳ, từng là một thành viên Nội các Hoa Kỳ, ban đầu đứng cuối cùng trong thứ tự kế vị tổng thống trước khi các bộ trưởng mới được thêm vào. Ngay sau khi Bộ Bưu điện Hoa Kỳ được tái tổ chức thành Dịch vụ Bưu điện Hoa Kỳ, một cơ quan độc lập của ngành hành pháp, thì Tổng Bưu tá trưởng Hoa Kỳ không còn là một thành viên nội các và vì thế bị loại khỏi thứ tự kế vị tổng thống.
Thứ tự kế vị của các thành viên nội các được ấn định trong đạo luật thì luôn giống như thứ tự mà các bộ của họ được thiết lập. Tuy nhiên, khi Bộ Nội an Hoa Kỳ được thành lập vào năm 2002, nhiều người trong Quốc hội Hoa Kỳ muốn vị bộ trưởng của bộ này được xếp ở vị trí thứ 8 trong thứ tự kế vị - đứng dưới Bộ trưởng Tư pháp Hoa Kỳ, trên Bộ trưởng Nội vụ Hoa Kỳ, và nằm ở vị trí mà Bộ trưởng Hải quân Hoa Kỳ đã từng giữ trước khi thành lập Bộ Quốc phòng Hoa Kỳ – vì Bộ trưởng Nội an, đang nắm trách nhiệm an ninh và giải tỏa tai ương, sẽ đương nhiên là người có chuẩn bị hơn để nắm lấy chức vụ tổng thống hơn là các bộ trưởng nội các khác. Luật thêm Bộ trưởng Nội an vào vị trí cuối cùng của danh sách được thông qua vào ngày 9 tháng 3 năm 2006.

## Các Phó Tổng thống kế nhiệm Tổng thống
Danh sách sau có Phó Tổng thống là người kế nhiệm Tổng thống.
| Phó Tổng thống     | Đảng | Đảng               | Tổng thống            | Nguyên nhân | Ngày kế nhiệm                                                               |
| ------------------ | ---- | ------------------ | --------------------- | ----------- | --------------------------------------------------------------------------- |
| John Tyler         |      | Whig               | William H. Harrison   | Qua đời     | 4 tháng 4 năm 1841, 31 ngày sau khi Harrison tuyên thệ.                     |
| Millard Fillmore   |      | Whig               | Zachary Taylor        | Qua đời     | 9 tháng 7 năm 1850, 1 năm, 4 tháng và 5 ngày sau khi Taylor tuyên thệ.      |
| Andrew Johnson     |      | Liên hiệp Quốc gia | Abraham Lincoln       | Qua đời     | 15 tháng 4 năm 1865, 4 năm, 1 tháng và 11 ngày sau khi Lincoln tuyên thệ.   |
| Chester A. Arthur  |      | Cộng hòa           | James A. Garfield     | Qua đời     | 19 tháng 9 năm 1881, 6 tháng và 15 ngày sau khi Garfield tuyên thệ.         |
| Theodore Roosevelt |      | Cộng hòa           | William McKinley      | Qua đời     | 14 tháng 9 năm 1901, 4 năm, 6 tháng và 10 ngày sau khi McKinley tuyên thệ.  |
| Calvin Coolidge    |      | Cộng hòa           | Warren G. Harding     | Qua đời     | 2 tháng 8 năm 1923, 2 năm, 4 tháng và 29 ngày sau khi Harding tuyên thệ.    |
| Harry S. Truman    |      | Dân chủ            | Franklin D. Roosevelt | Qua đời     | 12 tháng 4 năm 1945, 12 năm, 1 tháng và 8 ngày sau khi Roosevelt tuyên thệ. |
| Lyndon B. Johnson  |      | Dân chủ            | John F. Kennedy       | Qua đời     | 22 tháng 11 năm 1963, 2 năm, 10 tháng và 2 ngày sau khi Kennedy tuyên thệ.  |
| Gerald Ford        |      | Cộng hòa           | Richard Nixon         | Từ chức     | 9 tháng 8 năm 1974, 5 năm, 6 tháng và 20 ngày sau khi Nixon tuyên thệ.      |

## Kế vị tổng thống từ ngoài chức phó tổng thống

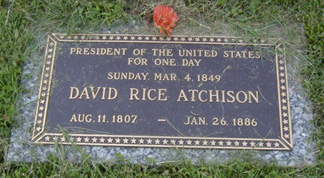
Bia mộ của David Rice Atchison ở thành phố Plattsburg, Missouri có ghi dòng chữ "Tổng thống Hoa Kỳ trong Một ngày"

Mặc dù có đến 9 phó tổng thống đã kế vị chức vụ tổng thống sau khi tổng thống qua đời hay từ chức và ba phó tổng thống tạm thời phục vụ trong vai trò quyền tổng thống nhưng chưa có một viên chức nào khác đã từng được gọi nhận trách nhiệm quyền tổng thống.
Ngày 4 tháng 3 năm 1849, nhiệm kỳ của Tổng thống James K. Polk kết thúc vào một ngày chủ nhật. Tổng thống tân cử Zachary Taylor từ chối được tuyên thệ trong một ngày chủ nhật vì những lý do về tín ngưỡng. Bia mộ của Chủ tịch Thượng viện tạm quyền Hoa Kỳ, David Rice Atchison có ghi rằng ông là Tổng thống một ngày. Tuy nhiên, người ta cho rằng ngày cuối cùng nhiệm kỳ của chính Atchison trong vai trò là chủ tịch thượng viện tạm quyền là ngày 3 tháng 3 cho nên lời ghi trên bia mộ của ông dường như là mơ hồ. Thật sự, vì Atchison không tuyên thệ nhậm chức tổng thống nên không hợp lý cho rằng ông là một tổng thống chỉ vì Taylor không tuyên thệ nhận chức.
Năm 1865, khi Andrew Johnson nhậm chức tổng thống khi Abraham Lincoln bị ám sát và qua đời, chức vụ phó tổng thống bị bỏ trống. Vào lúc đó, Chủ tịch Thượng viện tạm quyền đứng kế tiếp trong thứ tự kế vị tổng thống. Năm 1868, Tổng thống Andrew Johnson bị luận tội, và nếu ông bị truất phế thì Chủ tịch Thượng viện tạm quyền Benjamin Wade sẽ trở thành quyền tổng thống. Điều này tạo ra một cuộc xung đột quyền lợi vì chính lá phiếu của Wade trong việc truất phế có thể đã giúp định đoạt việc ông có được kế vị tổng thống hay không.

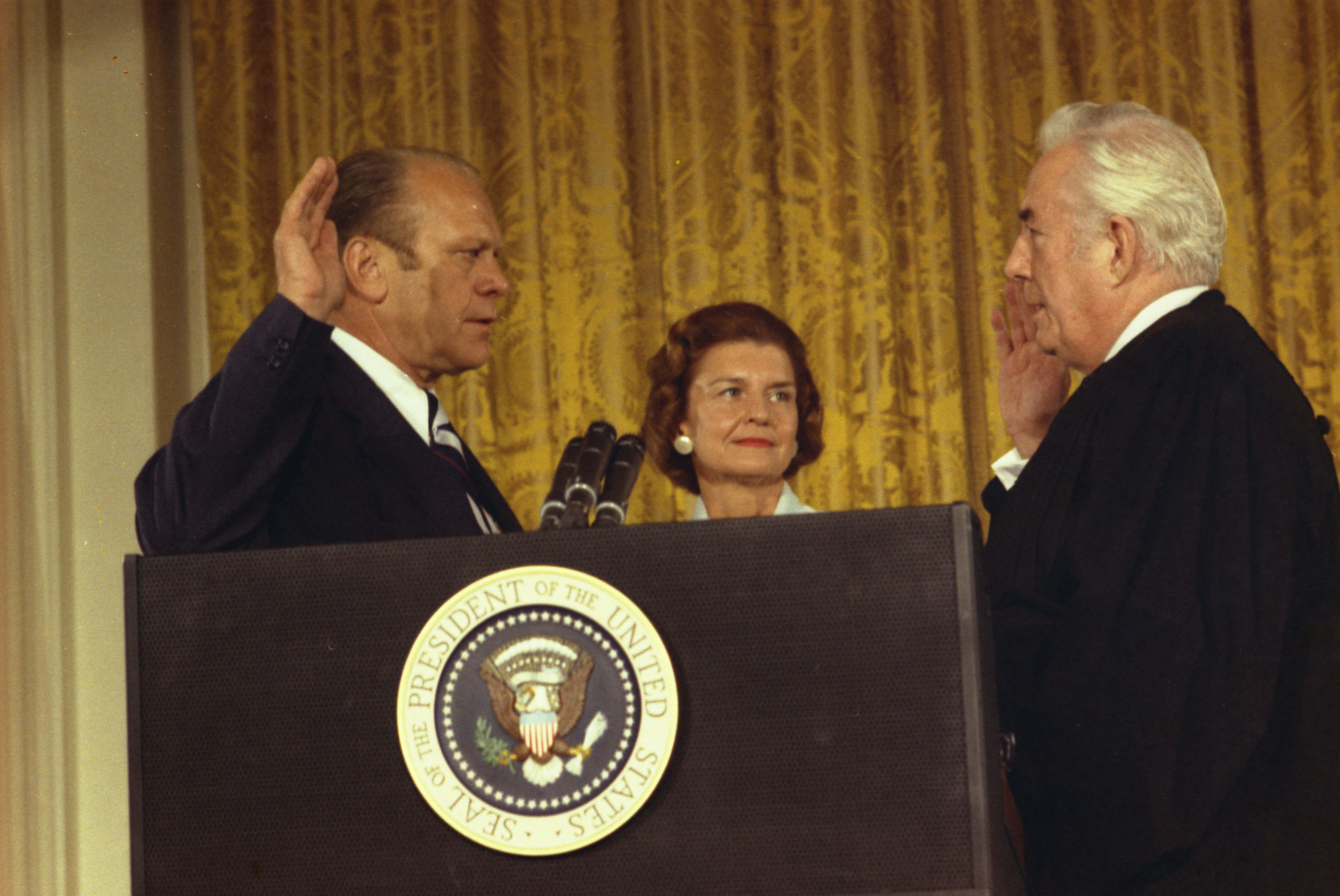
Tân Tổng thống Gerald Ford được tuyên thệ sau khi Tổng thống Richard Nixon từ chức

Trong khi chức phó tổng thống Hoa Kỳ bị bỏ trống vào năm 1973, Chủ tịch Hạ viện Hoa Kỳ Carl Albert là người đầu tiên đứng trong thứ tự kế vị. Khi vụ tai tiếng Watergate khiến Tổng thống Nixon có thể bị truất phế thì Albert sẽ trở thành quyền tổng thống và—theo Điều khoản 3, Đoạn 19(c) của Bộ luật Hoa Kỳ—sẽ có thể "đóng vai trò quyền tổng thống cho đến khi nhiệm kỳ của đương kim tổng thống thời đó kết thúc". Albert đã đặt câu hỏi công khai rằng điều đó có hợp lý hay không để ông, một đảng viên Dân chủ, tiếp nhận quyền lực và trách nhiệm tổng thống trong khi công chúng đã chọn một vị tổng thống là đảng viên Cộng hòa. Albert thông báo rằng nếu như ông cần phải tiếp nhận quyền lực và trách nhiệm tổng thống thì ông sẽ chỉ phục vụ như một người tiếp quản chính phủ mà thôi. Tuy nhiên sau khi Gerald Ford được đề cử và được Thượng viện Hoa Kỳ biểu quyết xác nhận vào chức vụ phó tổng thống thì một loạt các sự kiện đã chưa từng được thử nghiệm. Albert lần nữa lại đứng vào vị trí đầu tiên trong thứ tự kế vị trong suốt 4 tháng đầu tiên Ford làm tổng thống trước khi Nelson Rockefeller được đề cử và được Thượng viện biểu quyết xác nhận vào chức vụ phó tổng thống.
Năm 1981, khi Tổng thống Ronald Reagan bị bắn trọng thương trong một vụ mưu sát thì Phó tổng thống George H. W. Bush đang du hành ở Texas. Để trả lời câu hỏi của một thông tín viên về việc ai đang điều hành chính phủ, Bộ trưởng Ngoại giao Hoa Kỳ Alexander Haig có nói như sau;
| “ | Thưa quý vị, theo hiến pháp, các bạn có Tổng thống, Phó tổng thống và Bộ trưởng Ngoại giao theo thứ tự, và nếu Tổng thống quyết định ông muốn chuyển quyền cho Phó tổng thống thì tổng thống sẽ làm vậy. Tổng thống chưa làm vậy. Tính đến bây giờ, tôi nắm quyền nơi đây, tại Nhà Trắng, chờ đợi Phó tổng thống trở về và tôi cũng đang giữ liên lạc với ông ấy. Nếu có gì xảy ra, dĩ nhiên tôi sẽ liên hệ với ông. | ” |

Một cuộc tranh cãi về ý nghĩa lời nói của Haig xảy ra quyết liệt. Một số người tin rằng Bộ trưởng Ngoại giao Haig đang ám chỉ đến thứ tự kế vị tổng thống và đã sai lầm khi tuyên bố mình có thẩm quyền tổng thống tạm thời vì ông có ám chỉ đến hiến pháp. Haig và những người ủng hộ ông thì cho rằng ông đã quen thuộc với thứ tự kế vị từ ngày ông làm chánh văn phòng Nhà Trắng trong khi Tổng thống Richard Nixon từ chức và nói rằng ông chỉ có ý nói rằng ông là viên chức cao cấp nhất của ngành hành pháp đang có mặt tại chỗ đang điều hành mọi việc một cách tạm thời cho đến khi Phó tổng thống trở về Washington D.C..

## Những quan ngại về hiến pháp
Một số các chuyên gia về luật hiến pháp đã nêu lên những câu hỏi về tính hiến pháp của các luật kế vị mà cho phép Chủ tịch Hạ viện và Chủ tịch Thượng viện tạm quyền kế vị chức vụ tổng thống. James Madison, một trong những người viết ra Hiến pháp Hoa Kỳ, đã nêu ra những câu hỏi tương tự về Đạo luật Kế vị Tổng thống 1792 trong một lá thư gởi đến Edmund Pendleton vào năm 1792. Hai vấn đề này có thể tóm lược như sau:
- Thuật từ "Officer" (viên chức) trong đoạn văn thích hợp của Hiến pháp Hoa Kỳ được diễn giải đúng nhất để chỉ một "Officer of the United States" (viên chức Hoa Kỳ), đây là một thành viên của ngành hành pháp hay ngành tư pháp. Chủ tịch Hạ viện và Chủ tịch Thượng viện tạm quyền, nếu xét theo ý nghĩa này, thì không phải là viên chức.
- Dưới nguyên tắc của tam quyền phân lập, Hiến pháp Hoa Kỳ đặc biệt không cho phép các viên chức ngành lập pháp cũng được phục vụ trong ngành hành pháp. Để Chủ tịch Hạ viện và Chủ tịch Thượng viện tạm quyền trở thành quyền tổng thống, họ phải từ chức vị trí của họ ở ngay điểm họ không còn nằm trong thứ tự kế vị. Điều này tạo nên một nghịch lý hiến pháp đối với một số người.

Năm 2003 Ủy ban vì Chính phủ Liên tục (Continuity of Government Commission) cho rằng luật hiện thời có "ít nhất 7 vấn đề lớn ... cần được quan tâm" gồm có:
1. Thực tế, tất cả những khuôn mặt nằm trong thứ tự kế vị hiện tại đều làm việc và sinh sống trong phạm vi thành phố Washington, D.C. Trong trường hợp có một cuộc tấn công hạt nhận, hóa học hay sinh học, rất có khả năng tất cả mọi người nằm trong thứ tự kế vị tổng thống sẽ bị giết chết hay bị tàn phế.
2. Nghi vấn (thí dụ như những gì đã được nêu ra bởi James Madison đã được nói đến ở phần trên) rằng các lãnh tụ quốc hội có tư cách làm quyền tổng thống.
3. Một quan ngại về sự thiếu khôn ngoan là đưa Chủ tịch Thượng viện tạm quyền vào trong thứ tự kế vị vì "chức vụ này phần lớn chỉ là vinh dự do thượng nghị sĩ phục vụ lâu năm nhất của đảng đa số nắm giữ". Chẳng hạn, từ ngày 20 tháng 1 năm 2001 đến ngày 6 tháng 6 năm 2001, Chủ tịch Thượng viện tạm quyền lúc đó là Strom Thurmond từ tiểu bang South Carolina đã 98 tuổi.
4. Một quan ngại rằng thứ tự kế vị hiện tại có thể buộc chức vụ tổng thống đột nhiên bị chuyển đổi sang đảng khác giữa chừng vì Chủ tịch Hạ viện và Chủ tịch Thượng viện tạm quyền không nhất thiết phải cùng chung đảng với Tổng thống.
5. Một quan ngại rằng thứ tự kế vị được xếp thứ tự theo ngày một bộ hành chính được thành lập mà không xét đến tài năng và khả năng của những người phục vụ trong vai trò bộ trưởng.
6. Sự thật là nếu 1 thành viên nội các bắt đầu làm quyền tổng thống thì luật pháp sẽ cho phép Hạ viện bầu lên một tân Chủ tịch Hạ viện (hay Thượng viện bầu lên một tân Chủ tịch Thượng viện tạm quyền). Vị tân Chủ tịch Hạ viện có thể thực hiện việc truất phế thành viên nội các này và tự mình tiếp nhận chức vụ tổng thống bất cứ lúc nào.
7. Thiếu vắng luật cho trường hợp một vị tổng thống bị tàn phế và chức vụ phó tổng thống bị bỏ trống (thí dụ, nếu một cuộc mưu sát làm bị thương tổng thống và giết chết phó tổng thống).